# Tympanuchus
Tympanuchus là một chi chim trong họ Phasianidae.